# الهيئة الأوروبية لسلامة الأغذية
الهيئة الأوروبية لسلامة الأغذية (اختصاراً EFSA) هي وكالة من وكالات الاتحاد الأوروبي أنشئت في العام 2002م وتعنى بتقديم أخبار ونصائح علمية مستقلة عن المخاطر الحالية والناشئة المتعلقة بالطعام.
يغطي عمل الهئية كافة الجوانب التي تملك تأثيرًا مباشرًا أو غير مباشر بسلامة الغذاء والأطعمة، بما في ذلك سلامة وصحة الحيوانات، وحماية وسلامة النبات، وتوجه الدول الأعضاء والبرلمان الأوروبي والمفوضية الأوروبية إلى اتخاذ إجاراءات درء مخاطر فعالة في الوقت مناسب لضمان حماية صحة المستهلكين الأوروبيين وسلامة السلسلة الغذائية. وتتواصل الهيئة مع العامة بطريقة شفافة ومفتوحة في كل الأمور التي تقع ضمن صلاحياتها.
يقع مقر الهيئة في بارما، إيطاليا.

## الهيكل
تتركب الهيئة الأوروبية لسلامة الأغذية من أربعة أقسام:
مجلس الإدارة الذي يعنى بوضع الميزانية والموافقة على برنامج العمل السنوي، كما أنه مسؤول عن ضمان أن تعمل الهيئة بنجاح مع المنظمات الشريكة لها في أرجاء الاتحاد الأوروبي وخارجه، والمدير التنفيذي هو الممثل القانوني للهيئة وهو مسؤول عن الجوانب التشغيلية ومشاكل الموظفين ورسم البرنامج السنوي بالمشاورة مع الدول الأعضاء والبرلمان الأوروبي والمفوضية الأوروبية. يتم تعيين المدير التنفيذي من قبل منتدى استشاري يضم ممثلين للهيئات الوطنية المسؤولة عن إدارة المخاطر في الدول الأعضاء مع مراقبين من النرويج وآيسلندا وسويسرا والمفوضية الأوروبية.
تقدم الآراء والنصائح العلمية في الهيئة من قبل اللجنة العلمية والهيئات العلمية، كل في مجال تخصصه. تتألف اللجنة العلمية والهيئات العلمية من خبراء ذوو تأهيل عال في تقييم إدارة المخاطر.

## التمويل
الهيئة الأوروبية لسلامة الأغذية هي وكالة أوروبية مستقلة تتلقى تمويلها من الاتحاد الأوروبي وتعمل بصورة مستقلة عن الدول الأعضاء والبرلمان الأوروبي والمفوضية الأوروبية، وقد كانت ميزانيتها للعام 2008م 65.9 مليون يورو.